# Arpoador
Arpoador je četvrt Rio de Janeira, locirana u južnoj zoni grada na malom poluotokuu između Ipaneme i Copacabane. Ono što je poznato u ovoj četvrti, kao i u svim u južnoj zoni su plaže, čak se ime četvrti koristi kao naziv za plaže u ovoj četvrti, kao što je slučaj s Copacabanom i ostalim u ovoj zoni.